# 铜色星额蜂鸟
，是雨燕目蜂鸟科的一种鸟类。
铜色星额蜂鸟体重约6.8克，翼长约72.1毫米，嘴峰长约36.2毫米，喙宽度约2.8毫米，喙厚度约2.6毫米，跗蹠长约5.7毫米，尾长约47.9毫米。铜色星额蜂鸟在其分布区内为留鸟，其栖息在密集的高大树木组成的森林中，食性为草食性，主要食物来源是植物的花蜜。

## 亚种
- ：分布于委内瑞拉北部的沿海山区。
- ：分布于佩里哈山脉。
- ：分布于哥伦比亚东部和中部以及委内瑞拉西北部的安第斯山脉地区。
- ：分布于哥伦比亚的西部和中部的安第斯山脉地区。
- ：分布于哥伦比亚、厄瓜多尔和秘鲁极南部的安第斯山脉。
- ：分布于玻利维亚中部和东南部的安第斯山脉地区。[4]